# Cretophasmomima melanogramma
Cretophasmomima melanogramma (лат.) — древнейший ископаемый вид палочников из рода Cretophasmomima (надсемейство Susumanioidea). Китай, Внутренняя Монголия (Liutiaogou Village, уезд Нинчэн). Обнаружен в раннемеловых отложениях (формация Исянь, около 126 млн лет).

## Описание
Среднего размера палочник, длина тела 49,2 мм, ширина 5,6 мм. Длина передних крыльев 38,6 мм, ширина 9,1 мм.
Вид был впервые описан в 2014 году в статье группы китайских (Maomin Wang, Yingying Cui, Dong Ren), французских (Olivier Bethoux) и немецких (Sven Bradler) энтомологов. Название таксона C. melanogramma происходит от греческих слов melano (чёрный) и gramme (линия). Вид предположительно филогенетически корневой для всего отряда палочники. Таксон Cr. melanogramma вместе с видами C. arkagalica Gorochov 1988, C. clara Gorochov 1988 (Магадан), C. burjatica Gorochov 1988, C. vitimica Kuzmina 1985 (Бурятия) образует род Cretophasmomima Kuzmina 1985.